# Milnrow
Milnrow est une ville britannique du district métropolitain de Rochdale, dans le Grand Manchester en Angleterre.